# Autositz

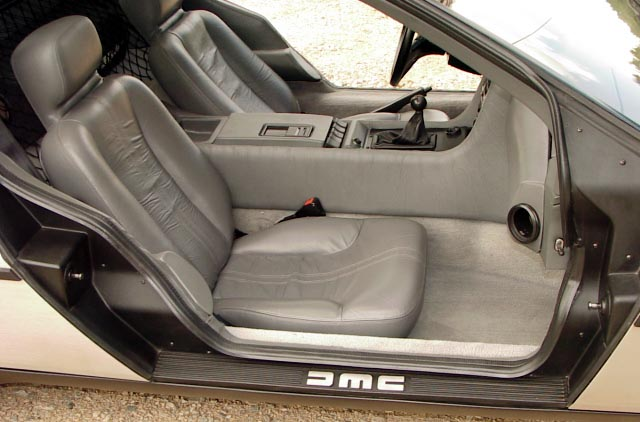
DeLorean DMC-12

Als Autositz werden die in Automobilen eingebauten Sitze für die Insassen sowie spezielle Kindersitz-Einsätze für den Gebrauch im Auto bezeichnet. 
Je nach der verwendeten Fahrzeugart und der Unterscheidung nach Fahrer- und Passagiersitzen sowie auch nach dem Ausstattungsniveau können sich die in Automobilen eingebauten Sitze grundsätzlich stark unterscheiden.

## Pkw – Fahrersitze/Vordersitze

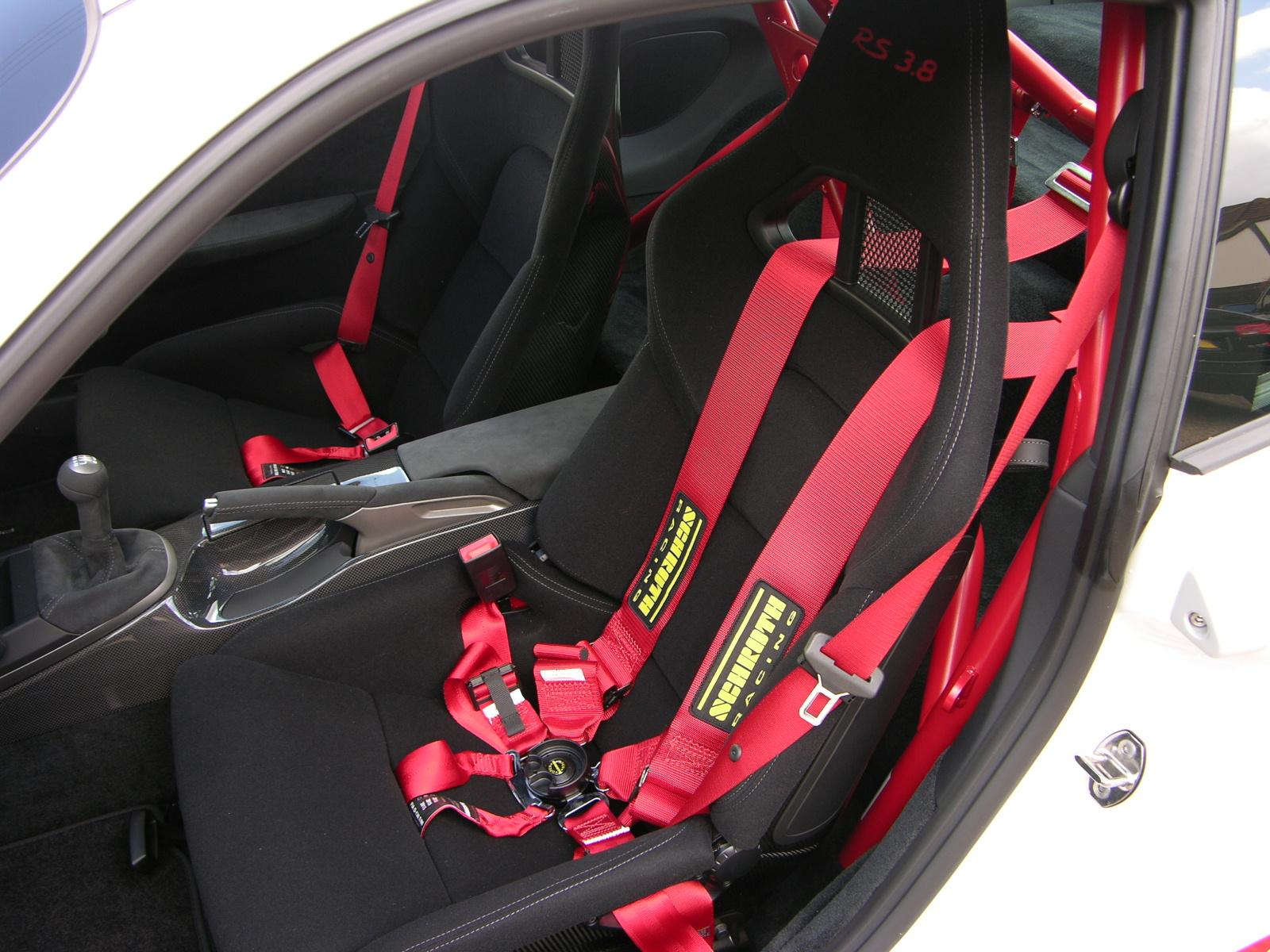
Schalensitz mit Sechspunktgurten von Schroth im Porsche 997 GT3 RS 3.8

Die meisten Pkw-Modelle sind vorne mit einem Paar Einzelsitzen ausgestattet. Einige Modelle wie etwa der Talbot Matra Murena oder der Fiat Multipla verfügen über drei Sitze in der Front. Der Fahrersitz befindet sich in der Regel an der Seite, die dem Gegenverkehr zugewandt ist, ihm gegenüber befinden sich die Lenk- und Steuerinstrumente. Je nach dem Ausstattungsniveau sind Pkw-Vordersitze mehr oder weniger ausgeprägt gepolstert oder mit ergonomischen Ausformungen und Kopfstützen versehen. Bei höheren Ausstattungsniveaus und speziell bei Sportwagen können die Rückenlehnen seitlich vorgewölbt sein, um in Kurven die auf den Oberkörper wirkenden seitlichen Fliehkräfte für einen besseren Seitenhalt aufzunehmen. Aus diesem Grund wird gelegentlich der Standardsitz eines Pkw gegen einen Sportsitz ausgewechselt, um den Seitenhalt in Kurven zu verbessern und das Gewicht des Fahrzeugs zu verringern.

### Verstellbarkeit

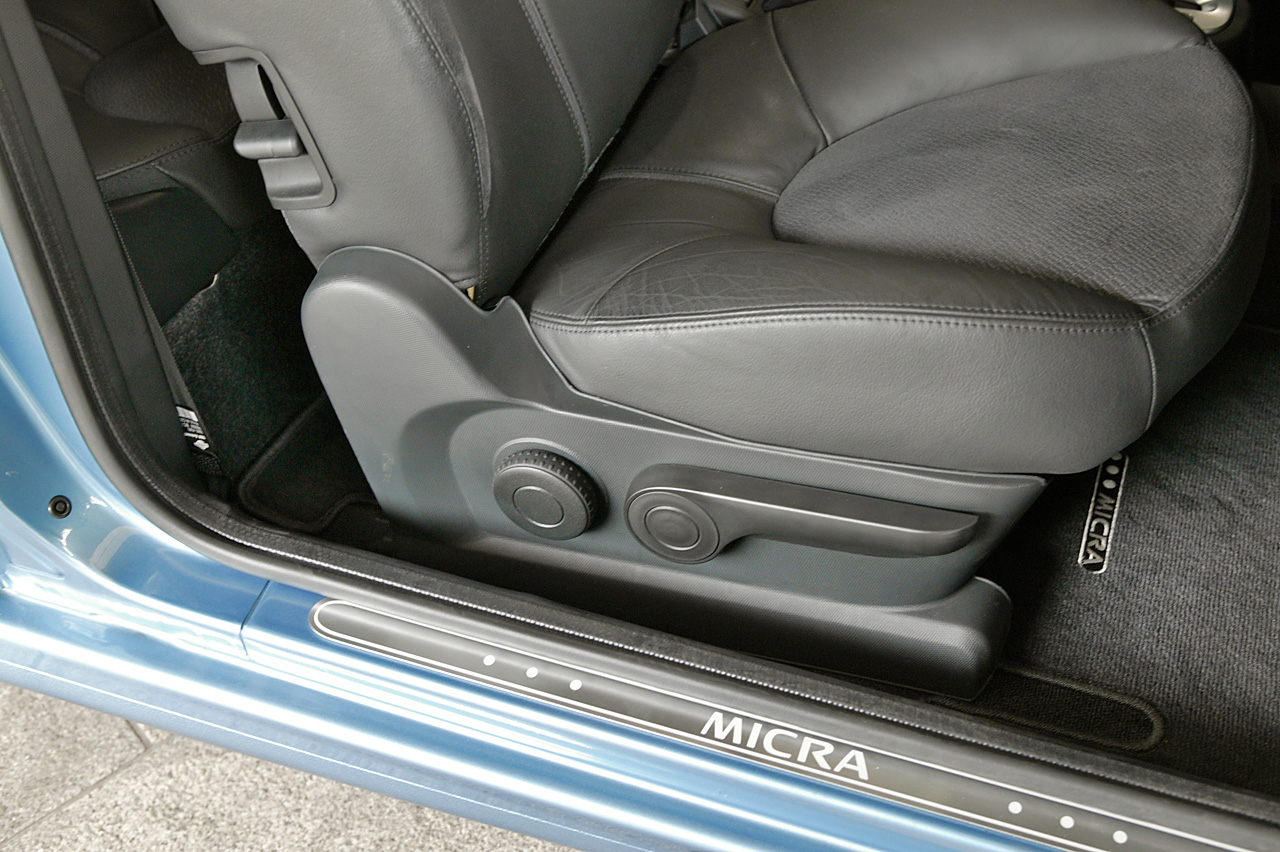
Verstellelemente an einem Pkw-Vordersitz

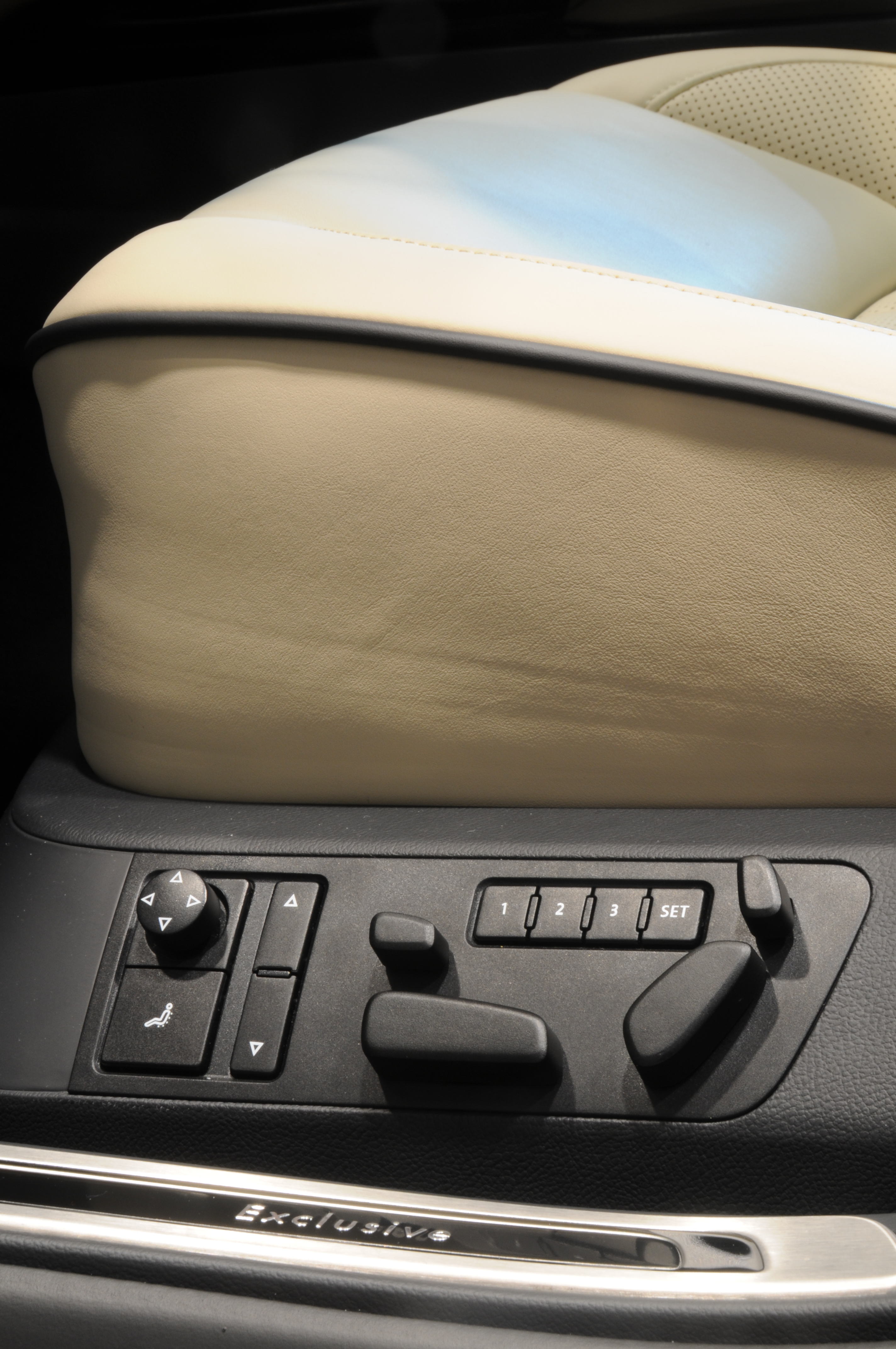
Elektrisch verstellbarer Sitz

Der Umfang und die Differenzierung der Sitzverstellung ist weitgehend vom Komfort- und Ausstattungsniveau abhängig. In den meisten Fällen lässt sich die Position der beiden vorderen Autositze nach vorne und hinten auf den Sitzschienen verschieben, um Menschen mit verschiedenen Körpergrößen ein gutes Bedienen der Pedale für Gas, Bremse und gegebenenfalls Kupplung zu ermöglichen. Dies wird meist als „Linearsitzverstellung“ oder 2-Wege-Verstellung bezeichnet. Sehr häufig lässt sich auch die Neigung der Rücklehne verstellen. Sehr weit rückneigbare Rückenlehnen werden von einigen Herstellern als Liegesitze bezeichnet. Bei komfortableren Autositzen gibt es Verstellungen der Höhe, der Lordosenstütze, und der Sitzneigung, Sitzheizung und weitere Komfortfunktionen.
- Eine 4-Wege-Sitzverstellung bezeichnet die Verstellbarkeit horizontal vorwärts und rückwärts sowie in der Neigung der Rücklehne vorwärts und rückwärts.
- Eine 6-Wege-Sitzverstellung beinhaltet neben den Funktionen der 4-Wege-Verstellung auch die Höhenverstellung nach oben und unten.

Die Verstellung erfolgt in produktabhängig unterschiedlicher Weise mit Arretierklinken und Handverstellung, seitlichen Handrädern, Hebeln mit Pumpbewegung, Handkurbeln oder über Schalter mit elektrischer oder elektro-hydraulischer Unterstützung. Der Umfang der Verstellmöglichkeiten und die Art, auf die die Verstellung erfolgt, haben besondere Bedeutung im Rahmen der Kraftfahrzeuganpassung für körperbehinderte Menschen.
Bei elektrischer Verstellung können ggf. mehrere unterschiedliche Sitzeinstellungen elektronisch gespeichert und zum Wechsel aktiviert werden („Memory“). Weitergehende Ausführungen können darüber hinaus fahrerspezifische individuelle Einstellungen für Kopfstütze, Lenksäule und Außenspiegel (inklusive Bordsteinautomatik) speichern und stellen. Zeitaufwendige Neueinstellungen bei Fahrerwechsel können damit vermieden werden.
Bei zweitürigen Fahrzeugen mit vier Sitzplätzen lassen sich die Rücklehnen der Vordersitze oder in Einzelfällen die ganzen Sitze nach vorne umklappen, um den Passagieren das Erreichen der Rückbank zu ermöglichen.

### Komfortausstattungen
Für den Fahrersitz, teils auch für den Vordersitz können zusätzliche Sitzheizung, Sitzklimatisierung und Belüftung vorgesehen sein. 
Fahrzeuge der Oberklasse können Bildschirme in der nach hinten gewandten Seite der Rücklehnen der Vordersitze haben, um den Passagieren auf den Rücksitzen das Fernsehen, Videoschauen etc. zu ermöglichen. Komfortabler ausgestattete Modelle verfügen über Armlehnen.

### Sicherheit und Gesundheit

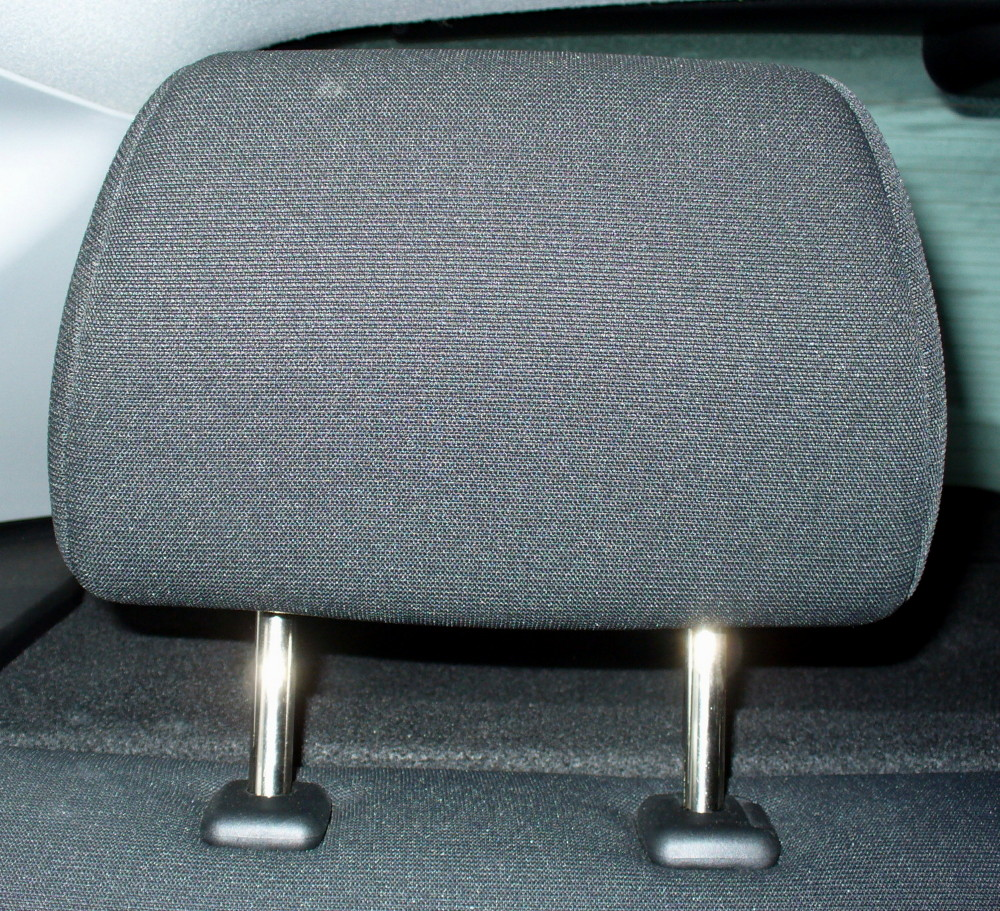
Heckkopfstütze

Fahrzeugsitze sind wichtig für sicheres Fahren. Zunächst verhindern gute ergonomische Sitze körperliche Belastung und Ermüdung, dadurch lassen Aufmerksamkeit und Konzentration nicht so schnell nach; damit werden auch Unfälle überhaupt vermieden. Bei Viel- und Berufsfahrern schützen die Sitze den menschlichen Bewegungsapparat vor einseitigen und damit krankmachenden Belastungen sowie ungesunden Sitzpositionen.
Bei modernen Fahrzeugen ist ein Airbag auf der Seite der Lehne zur Karosserie hin integriert, der den Seitenaufprall mildern soll.

## Pkw – Rücksitze
Die Sitze in der zweiten Reihe, auch Rückbank oder Hintersitze oder Rücksitzbank genannt, sind in der Sitzlage sowie der Polsterung und Formgebung dem Niveau der Vordersitze angepasst. Eine ergonomische Formung war  meist weniger ausgeprägt, da die Zahl der dort sitzenden Personen häufig variierte. Erst mit der Einführung des Gurtzwangs für die Rücksitzbank wurde die Zahl der Passagiere effektiv auf 3 festgelegt, um insgesamt 5 zugelassene Sitze zu ermöglichen. Begrenzt von Fahrzeugbreite und Raumbedarf der Hinterachse sind daher meist nur 2 Rücksitze ergonomisch ausgeformt mit einem Notsitz in der Mitte. Erst ab der Kompaktvan-Klasse sind 3 ausgeformte Rücksitze üblich.
Bei einfacher und preiswerter Gestaltung sind die Sitze der zweiten Reihe auf einem gemeinsamen Montagerahmen fest und nicht verstellbar montiert. In besser ausgestatteten Modellen lässt sich die Rückenlehne ganz oder geteilt umklappen, um den dahinterliegenden Laderaum zu vergrößern. Die Quer-Unterteilungen, die am meisten verwendet werden, sind:
- 1/2-1/2 auch 50/50 genannt,
- 1/3-2/3 auch 60/40 genannt,
- 40-20-40

Je nach Modell ist es nach dem Umklappen der Rücklehne zusätzlich möglich, den ganzen Sitz in den Fußraum zu klappen, um eine sehr große ebene Ladefläche zu erhalten.

## Kindersitze
Siehe Hauptartikel Kindersitz

## Bus- und Kleinbus-/Van-Passagiersitze

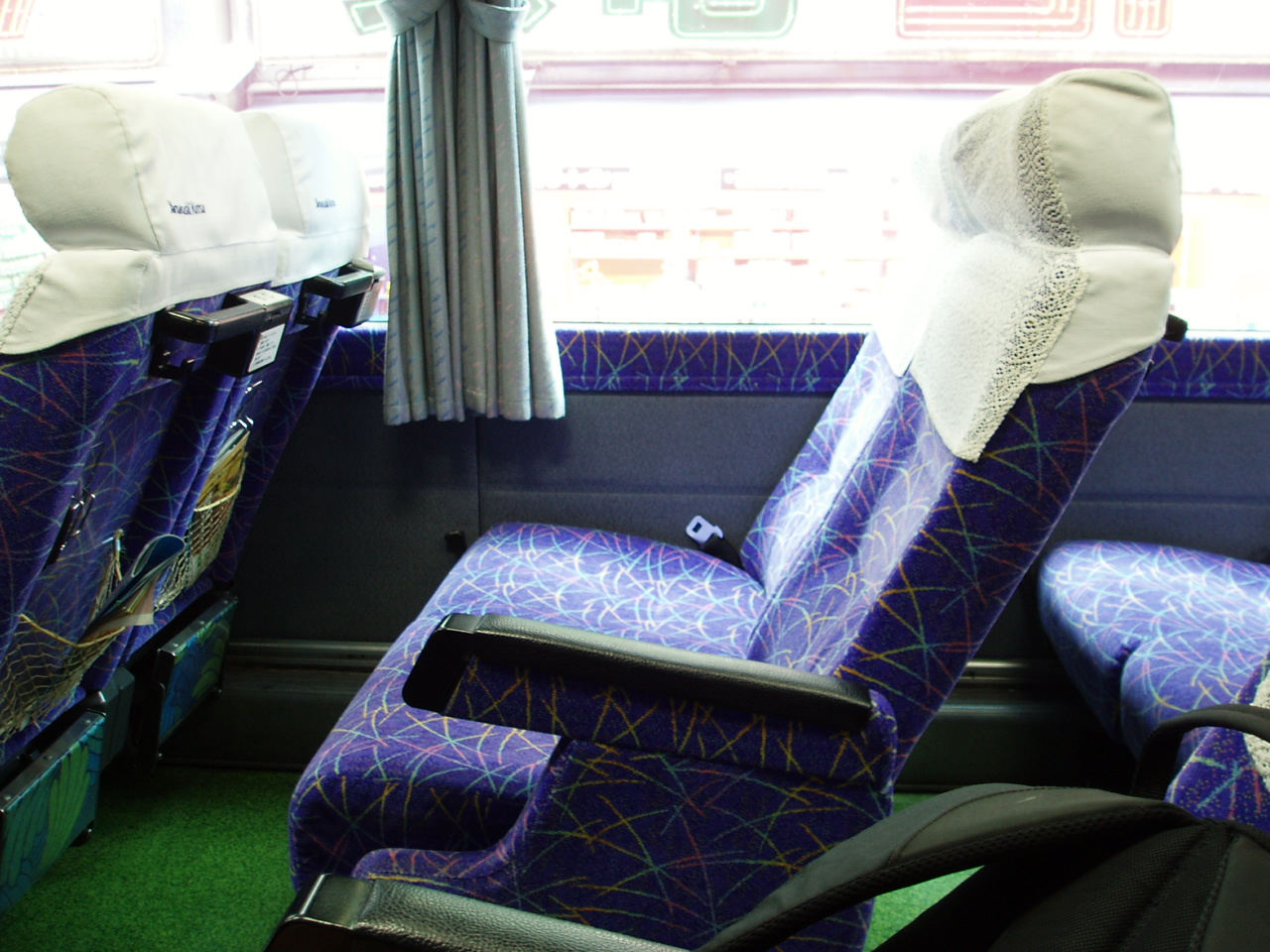
Bus-Sitze

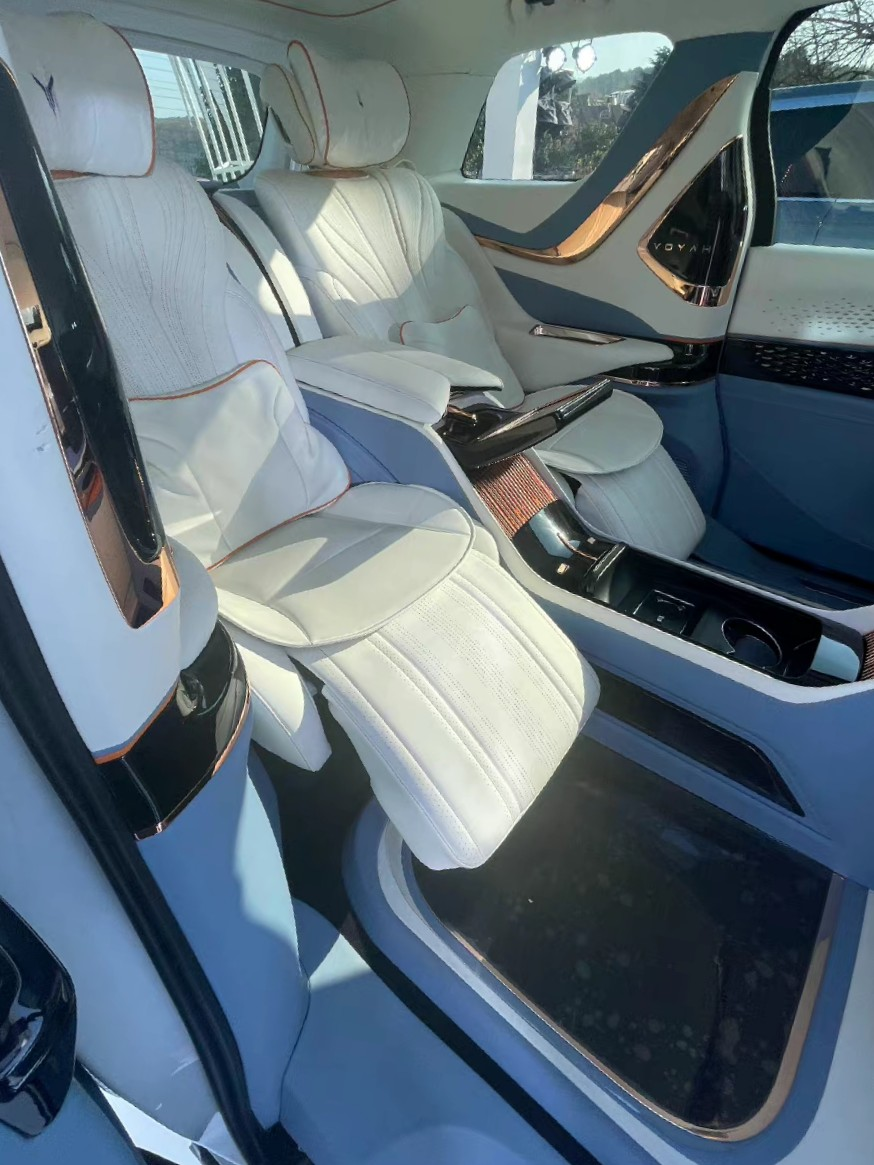
Van-Sitze

Bei einfacher und preiswerter Gestaltung sind Passagiersitze als Doppel- oder Dreifach-Sitzbank auf einem gemeinsamen Rahmen fest und nicht verstellbar montiert. In besser ausgestatteten Fahrzeugen befinden sich auf dem Rahmen Einzelsitzschalen, noch komfortabler sind hier komplette nebeneinander montierte Einzelsitze mit jeweils eigener Rücklehnenverstellung. Diese sind den Sitzen in modernen Eisenbahnzügen und in Flugzeugen sehr ähnlich. Teilweise gibt es hier auch weit verstellbare Liegesitze.
In Kleintransportern und Vans wie dem VW-Bus konnten und können vielfach die Rücksitze ausgebaut werden, um ebenfalls die Variabilität zwischen Passagier- und Gütertransport zu erhöhen. 
Das Konzept der variabel einstellbaren und umklappbaren Einzel-Rücksitzereihe wurde von Opel mit dem Opel Zafira auf die Basis eines Kompaktklasse-Pkw übertragen, womit eine neue Fahrzeugklasse der Kompaktvans geschaffen wurde. Zu den 3 ergonomisch ausgeformten Einzelsitzen der ersten Rücksitzreihe ist meist noch eine zweite Rückbank mit reduziertem Platzangebot serienmäßig oder als Zubehör verfügbar. Dies ermöglicht mit 5 vollwertigen und 2 beschränkten Sitzen eine hohe ökonomische Effizienz.

## Fahrersitze/Vordersitze von Lkw, Bussen und Arbeitsfahrzeugen
Die meisten Lkw-Modelle sind vorne mit einem Paar Einzelsitzen versehen, besonders große Lkw können auch drei Sitze in der Front und Arbeitsfahrzeuge noch Rücksitzbänke haben. Busse haben vorn meist nur einen Fahrersitz an gleicher Stelle wie ein Pkw. Bei speziellen Arbeitsfahrzeugen kann sich der Fahrersitz auch an der Gegenseite befinden, zum Beispiel bei Straßenreinigungsfahrzeugen, um den Überblick zum Straßenrand zu verbessern.
Gegenüber den typischen Pkw-Sitzen sind Lkw- und Bus-Sitze für eine deutlich höhere Sitzlage und eine stärker aufrechte Sitzhaltung konstruiert. Dies scheint vor allem eine Folge des größeren verfügbaren Raumes der Fahrerkabinen zu sein. Verstellmöglichkeiten, Polsterung, Formgebung und Komfortausstattungen sind ebenso wie beim Pkw unterschiedlich und abhängig vom Ausstattungsniveau. Bei der Verstellung entfallen ausgeprägte Liegestellungen sowie meist auch ein Umklappen nach vorn.

## Autositzhersteller

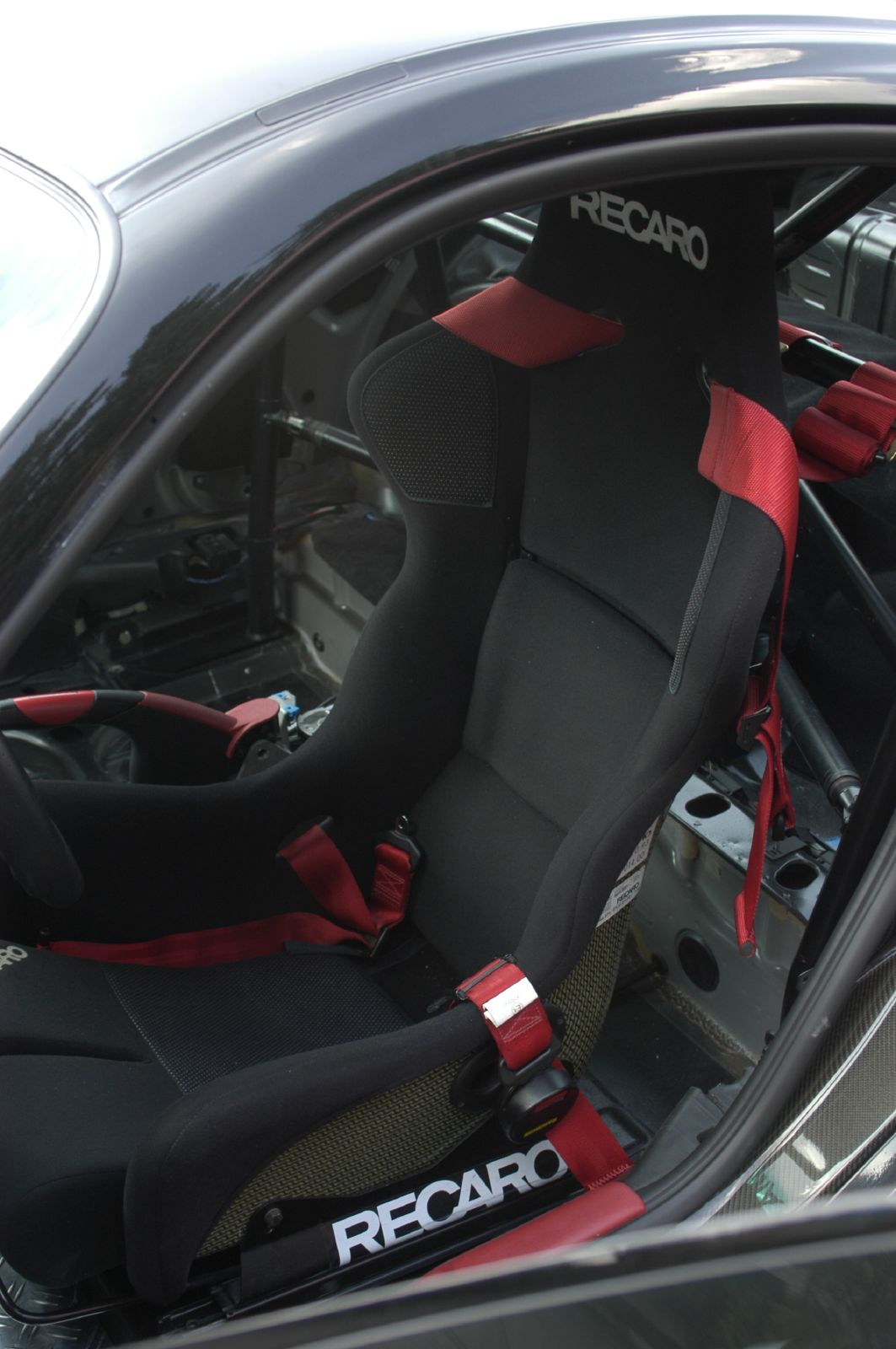
Recaro-Sportsitz im Gemballa GTR 600 Evo

Autositze werden meist nicht von den Autoherstellern selbst produziert, sondern von Zulieferern bezogen. In der Frühzeit des Automobilbaus wurden meist Sattlereien beauftragt. Auch der große deutsche Autositzhersteller Recaro entstand aus einer Sattlerei. Auch heute spricht man noch von Autosattlerei, wenn man bei Komplettherstellern wie der BMW-Tochter Rolls-Royce die Abteilung für die Herstellung von Autositzen bezeichnen möchte.
Die Sitzherstellung ist ein klassisches Beispiel für die Just-in-sequence-Fertigung der modernen Automobilindustrie, da durch die große Typenvielfalt (Beispiel Audi Q5: ca. 2000 verschiedene Varianten an Sitzgarnituren pro Fahrzeug können vom Kunden bestellt werden, engl. Mass Customization) eine Produktion auf Halde nicht mehr möglich ist.
Große Hersteller sind:
- Deutschland: Brose Fahrzeugteile SE & Co. KG, Brose Sitech GmbH, Grammer AG, Isringhausen GmbH & Co. KG, König Komfort- und Rennsitze GmbH, Magna Seating, NEVEON Holding GmbH, RECARO Automotive Seating GmbH und C. Rob. Hammerstein GmbH & Co. KG, beide unter dem Dach von Adient plc
- Frankreich: Faurecia
- Italien: Sparco, OMPracing, Sabelt
- Russia: RIAT, TPV Rus
- Südkorea: Daewon, Youngsan
- Türkei: Martur
- USA: Lear Corporation, Adient (ehemalig Automotive-Sparte von Johnson Controls)